# Indijska lađica
Indijska lađica (Nautilus) rod morskih mekušaca u razredu glavonožaca, porodica Nautilidae. Naziv za njezin rod Nautilus dolazi iz grčkog jezika (ναυτίλος) za riječ "mornar". Prve lađice pojavile su se tijekom perma bile su među nekoliko organizama koji su preživjeli rasprostranjeno izumiranje koje tada ubija oko 95% ukupnog života a zemlji. To se dogodilo otprilike prije 250 milijuna godina. 
Lađica je grabežljivac koja se hrani uglavnom škampima, malom ribom i rakovima. Unatoč ograničene energije koju troši na plivanje lađica mora jesti samo jednom mjesečno. Nalaze se samo na prostorima Indijskog oceana, nastanjuju padine dubokih koraljnih grebena.

## Anatomija
Indijska lađica općenito izgleda slično kao i svi ostali glavonošci, s istaknutom glavom i ticalima. Tipično za Lađicu je posjedovanje više ticala od ostalih glavonožaca čak i do devedeset. Ta ticala su raspoređena u dva kruga i za razliku od ticala drugih oni nemaju usisnike. Posjeduje dva para škrga što je ostatak predaka. 
Nautilus Pompilius je dimenzijama najveća vrsta u rodu te neki primjerci iz zapadne Australije dosežu 26.8cm u promjeru međutim većina ostalih organizama ne dostiže 20cm promjera. Najmanja vrsta je Nautilus macromphalus te obično mjeri 16 cm.

### Omotač
Lađica je jedini živući glavonožac čija je koščata tjelesna struktura izražena kao ljuska. Može se u potpunosti uvući u ljusku te zatvoriti otvor dvama širokim ticalima.Ljuska je uvrnuta i otporna na velik tlak. Lomi se pri dubini od 800m. 
Formirana je u dva sloja: vanjski bijeli sloj te unutarnji sloj bisernog sjaja. Ljuska na svom vanjskom sloju je obojana tako da služi i kao kamuflaža. Naime gornji dio ljuske je taman što otežava životinjama koje ga primijete ispod sebe razaznati radi li se o lađici ili o morskoj vodi. Isto tako donji sloj obojan je žarkom bijelom što onemogućava razlikovanje gornjih (plitkih) dijelova mora od tijela lađice.

### Ticala
Ticala lađice se razlikuju od ticala ostalih glavonožaca. Bez jastučića, krakovi pridžavaju svoj plijen zahvaljujući grebenastoj površini. Zahvat Indijske lađice je izuzetno jak i pokušaji odvajanja žrtve od lađice može dovesti do pucanja ticala no oni bi još uvijek stali na žrtvi.

## Fiziologija
Lađica živi u okruženju punom morskih struja (ocean), visokom tlaku i maloj količini svjetlosti. Upravo zbog toga ,razvila je poseban način plivanja, prilagodila osjetila i način razmnožavanja.

### Pokret
Kako bi plivala, lađica uvlači vodu u oklop u kojem živi, za vrijeme koje voda provede u ljušturi Lađica ekstraktira sol iz nje te difuzira je u svoju krv. Kako bi se kretala, tu vodu mora izbaciti u suprotnom smjeru i to obavlja organom hipnomom čije djelovanje uzrokuje lokomotivnu silu.

### Osjetila
Razlika između nje i mnogih glavonožaca je i u osjetilu vida. Lađica ima veoma razvijenu strukturu oka no njene leće nisu krute. Umjesto vida koristi osjetilo njuha kao primarno osjetilo za traženje hrane i lociranje i identificiranje potencijalnih parova.

## Razmnožavanje
Lađice se razmnožavaju polaganjem jaja. Plodne ženske jedinke polažu oplođena jaja na stijene u plitkoj vodi, jajima je potrebno osam do dvanaest mjeseci za razvoj do 30mm. Ženke se mrijeste jednom na godinu i regeneriraju svoje spolne žlijezde. Ta činjenica čini Lađice jedinim glavonošcima koji su sposobni za produkciju više generacija potomaka. 
Oni su vrsta organizma kod kojeg u muških i ženskih jedinki postoje tjelesne razlike. Npr. muške jedinke posjeduju četiri promijenjena ticala ("spadix") kojima se služe da prijenos sperme u omotač ženke tijekom parenja. Životni vijek lađice može prelaziti 20 godina što je dugo za glavonošca.

## Evolucija
Zapisi fosila indiciraju na to da se lađica nije mnogo mijenjala tijekom posljednjih 500 milijuna godina. Mnogi su u početku imali ravnu ljusku kao kod izumrlog roda Lituites. Neke su vrste dosezale 2,5 m veličine. Podrazred glavonožaca, Coleoidea, odvaja se od Nautilidae mnogo prije, a vrsta Nautilus se od tada značajno ne mijenja. Lađice su bile mnogo raširenije i raznolikije prije 200 mil. godina. Blizak rod Nautilusu je rod Allonatilus.